# Dojenje
Dojenje je proces kojim se dijete hrani majčinim mlijekom. Majčino mlijeko dijete može sisati izravno iz dojke ili se može izdojiti ručno ili izdajalicom i hraniti dojenče čašom, špricom ili bočicom. Svjetska zdravstvena organizacija (WHO) preporučuje započinjanje dojenja unutar prvoga sata djetetova života i da se nastavi onoliko često i dugo koliko dijete želi. Zdravstvene organizacije, uključujući WHO, preporučuju isključivo dojenje šest mjeseci. To znači da se dojenčetu uz majčino mlijeko ne daje nikakva ina hrana ili tekućina, osim vitamina D. Nakon uvođenja raznovrsne prehrane, koja se preporučuje s navršenih šest mjeseci, preporuke su nastavka dojenja do druge godine djetetova života ili dulje, ako majka to želi.  Drži se kako je oko 38% dojenčadi u svijetu isključivo dojeno tijekom prvih šest mjeseci života.
Dojenje ima niz prednosti i za majku i za dijete u odnosu na prehranu tvorničkim mliječnim pripravcima za dojenčad. Povećanje stope dojenja u zemljama s niskim i srednjim prihodima na univerzalnu razinu moglo bi spriječiti i do 820 000 smrti djece mlađe od pet godina godišnje. Dojenje kod dojenčadi smanjuje rizik od bolesti dišnoga sustava, zaraza uha, sindroma iznenadne smrti dojenčadi (SIDS) i proljeva, kako u zemljama u razvoju, tako i u razvijenim zemljama. Tu su i ostale prednosti koje uključuju niže rizike od razvoja astme, alergija na hranu i dijabetesa, no značajnost tih učinaka je predmetom rasprava. Dojenje također može poboljšati kognitivni razvoj i smanjiti rizik od pretilosti u odrasloj dobi.
Prednosti za majku uključuju manji gubitak krvi nakon poroda, bolju kontrakciju maternice i smanjenu mogućnost razvoja poslijeporođajne depresije. Dojenje odgađa povratak mjesečnice, a u vrlo specifičnim okolnostima i plodnosti, što je fenomen poznat kao laktacijska amenoreja. Dugoročne koristi za majku uključuju smanjeni rizik od raka dojke, razvoja kardiovaskularnih bolesti, dijabetesa, metaboličkoga sindroma i reumatoidna artritisa. Dojenje je za obitelj povoljnije od hranjenja tvorničkim mliječnim pripravcima.
Dok se dojenje uspostavlja i dok dojenče uči obrazac sisanja-gutanja-disanja, ono može sisati i više od 12 puta u danu, a hranjenje može trajati nerijetko i 30-45 minuta pa i dulje. Međutim, kako se količina mlijeka povećava i dojenče postaje učinkovitije u pražnjenju dojke, trajanje učinkovitog podoja može biti i kraće. Starija dojenčad mogu sisati rjeđe i kraće. Onda kad dojenje nije moguće na neko vrijeme zbog različitih razloga (odvojenost, bolest majke i sl.), preporuča se izdajanje i pražnjenje dojki kako bi se spriječio zastoj dojke, mastitis, a i kako bi se održala količina mlijeka ili kako bi se osiguralo mlijeko za hranjenje djeteta na čašicu ili boćicu. Medicinska stanja koja su nespojiva s dojenjem su rijetka. Majke koje uzimaju ulične droge ne bi trebale dojiti, no većina lijekova je kompatibilna s dojenjem. Trenutni dokazi pokazuju da je malo vjerojatno da se bolest COVID-19 može prenijeti majčinim mlijekom i preporuka je da majke nastavljaju dojiti ako je kod majke ili djeteta potvrđen COVID-19 ili postoji sumnja na zarazu. Pušenje i konzumacija ograničenih količina alkohola i/ili kave nisu razlozi za izbjegavanje dojenja.

## Fiziologija dojenja
Razvoj dojki počinje u pubertetu rastom mliječnih kanala, masnih stanica i vezivnog tkiva. Konačna veličina dojki određena je brojem masnih stanica i veličina dojki nije povezana s sposobnošću žene da uspješno doji ili s količinom mlijeka koje će tijekom dojenja moći proizvesti. Proces proizvodnje mlijeka, nazvan laktogeneza, odvija se u 3 faze. Prva faza odvija se već tijekom trudnoće, omogućujući razvoj dojki i proizvodnju kolostruma, gustog, ranog oblika mlijeka koji je malog volumena, ali bogat hranjivim tvarima. Rođenje djeteta i posteljice pokreću početak druge faze proizvodnje mlijeka, što dovodi do tzv. nadolaska mlijeka u sljedećih nekoliko dana. Treća faza proizvodnje mlijeka odvija se postupno tijekom nekoliko tjedana, a karakterizira je puna opskrba mlijekom koja je regulirana lokalno (na dojkama), pretežno djetetovom potražnjom za sisanjem. To se razlikuje od druge faze laktogeneze, koja je regulirana centralno (u mozgu) hormonskim povratnim petljama koje se prirodno javljaju nakon porođaja posteljice.
Iako se tradicionalno dojenje događa nakon trudnoće, dojenje se također može potaknuti hormonskom terapijom i stimulacijom bradavica u odsutnosti trudnoće, npr. u situacijama kad se žena priprema na posvajanje i želi dojiti dijete. To se zove inducirana laktacija. 

### Laktogeneza I i druge promjene u trudnoći
Promjene u trudnoći, koje počinju oko 16. tjedna gestacijske dobi, pripremaju dojku za laktaciju. Ovim promjenama, zajedno poznatim kao laktogeneza I, upravljaju hormoni koje proizvode posteljica i mozak, odnosno estrogen, progesteron i prolaktin koji se postupno povećavaju tijekom trudnoće i rezultiraju strukturnim razvojem alveolarnog tkiva (tkivo koje proizvodi mlijeko) i proizvodnjom kolostruma. Dok je prolaktin prevladavajući hormon u proizvodnji mlijeka, progesteron, koji je na visokim razinama tijekom trudnoće, blokira prolaktinske receptore u dojkama, čime inhibira mlijeko da "krene" tijekom trudnoće.
Mnoge druge fiziološke promjene događaju se pod kontrolom progesterona i estrogena. Te promjene uključuju, ali nisu ograničene na proširenje krvnih žila, povećan protok krvi u maternicu, povećanu dostupnost glukoze (koja se zatim prenosi kroz posteljicu do fetusa) i povećanu pigmentaciju kože, što rezultira tamnjenjem bradavica i areola, stvaranje linea nigra i početak trudničke hiperpigmentacije, tzv. melazme.

### Laktogeneza II
Treće porođajno doba opisuje razdoblje između rođenja djeteta i porođaja posteljice, koje u fiziološkim uvjetima traje od 30 do 60 minuta. Porod placente uzrokuje nagli pad placentarnih hormona. Ovaj pad hormona, posebno progesterona, omogućuje prolaktinu da učinkovito radi na receptorima u dojkama, što dovodi do niza promjena tijekom sljedećih nekoliko dana koje omogućuju mlijeku da "nadođe"; a ove promjene poznate su pod zajedničkim nazivom Laktogeneza II. Kolostrum se nastavlja proizvoditi sljedećih nekoliko dana. Oksitocin signalizira glatkim mišićima maternice da se kontrahiraju tijekom trudnoće, poroda i nakon poroda, također je uključen u proces dojenja. Oksitocin također kontrahira glatki mišićni sloj stanica nalik trakama koje okružuju mliječne kanale i alveole u dojkama kako bi novoproizvedeno mlijeko prešlo kroz sustav kanala i izašlo van kroz bradavicu. Ovaj proces je poznat kao refleks otpuštanja mlijeka. Zbog dvostruke aktivnosti oksitocina na dojci i maternici, majke koje doje mogu osjetiti grčeve u maternici u vrijeme dojenja, slične onima tijekom porođaja, a traju od prvih nekoliko dana do tjedana nakon porođaja.

### Laktogeneza III
Prolaktin i oksitocin su od presudne važnosti za uspostavljanje dojenja, međutim, kad se jednom uspostavi ponuda i potražnja mlijeka, volumen i sadržaj proizvedenog mlijeka kontroliraju se lokalno, u dojkama. Iako je razina prolaktina u prosjeku viša među dojiljama u odnosu na žene koje ne doje, sama razina prolaktina nije u korelaciji s volumenom mlijeka. U ovoj fazi proizvodnju mlijeka pokreće učinkovito pražnjenje mlijeka iz dojki. Jedini način za održavanje potrebne količine mlijeka je često i učinkovito pražnjenje dojki. Rijetko ili nepotpuno pražnjenje dojki smanjuje dotok krvi u alveole i signalizira stanicama koje proizvode mlijeko da nema potrebe za većom količinom mlijeka i da proizvode manje mlijeka.

## Humano mlijeko
O sadržaju humanog mlijeka treba raspravljati u dvije odvojene kategorije – o nutritivnom sadržaju i bioaktivnom sadržaju, odnosno enzimima, proteinima, antitijelima i signalnim molekulama zbog kojih dijete ostvaruje od dojenja prednosti koje nisu samo prehrambene. 

### Nutritivni sadržaj
Uzorak predviđenog sadržaja hranjivih tvari u majčinom mlijeku je relativno dosljedan. Mlijeko se proizvodi od hranjivih tvari u majčinom krvotoku i tjelesnim zalihama. Ima optimalnu ravnotežu masti, šećera, vode i proteina koja je potrebna za rast i razvoj djeteta i prilagođava se njegovoj dobi. Različiti čimbenici mogu utjecati na nutricionistički sastav majčinog mlijeka, uključujući gestacijsku dob, dob djeteta, dob majke, pušenje majke i prehrambene potrebe dojenčeta.
Prvo mlijeko koje se proizvodi u dojkama naziva se kolostrum. Volumen kolostruma proizvedenog tijekom svakog hranjenja je mali, ali prikladan za veličinu želuca novorođenčeta i dovoljan, kalorijski, za hranjenje novorođenčeta tijekom prvih nekoliko dana života. Proizveden tijekom trudnoće i prvih dana nakon poroda, kolostrum je bogat proteinima i vitaminima A, B12 i K koji podržavaju rast dojenčadi, razvoj mozga, vida, imunološkog sustava,crvenih krvnih stanica i postupak zgrušavanja. Majčino mlijeko također sadrži dugolančane polinezasićene masne kiseline koje pomažu razvoju mrežnice i živčanog sustava. Druga vrsta mlijeka je prijelazno mlijeko koje je faza u prijelazu s kolostruma na zrelo mlijeko. Kako majčino mlijeko sazrijeva tijekom nekoliko tjedana, sadržaj proteina u mlijeku u prosjeku se smanjuje. Kalorijski sadržaj majčinog mlijeka odražava kalorijske potrebe dojenčeta, koji se povećavaju nakon 12 mjeseci. Kalorijski sadržaj majčinog mlijeka u prvih 12 mjeseci dojenja je približno 58-72 kalorije/100 ml. Usporedno, kalorijski sadržaj nakon 48 mjeseci je otprilike 83-129 kalorija/100 ml. To dokazuje da dojenje i nakon navršene godine dana itekako ima nutritivnu vrijednost
Kada majka ima pune dojke i doji ili izdaja, prvo mlijeko koje se izađe iz dojke zove se prednje mlijeko. Prednje mlijeko je obično manje bogato kalorijama. Majke često na osnovu izgleda prednjeg mlijeka misle da njihovo mlijeko nije dovoljno hranjivo, međutim, tzv. zadnje mlijeko koje slijedi u nastavku dojenja, bogato je kalorijama i mastima. Zato je važno da majka omogući djetetu da u podoju posiše i stražnje mlijeko
Ako majka sama ne pati od deficita vitamina, njeno mlijeko zadovoljava potrebe djeteta, s izuzetkom vitamina D. Američki Centar za kontrolu bolesti (CDC), britanska Nacionalna zdravstvena služba (NHS), Kanadsko pedijatrijsko društvo, Američka akademija za pedijatriju (AAP) i Američka akademija obiteljskih liječnika složni su da majčino mlijeko ne osigurava dojenčadi dostatnu količinu vitamina D, stoga savjetuju roditeljima da u prehranu dojene djece dodaju 400 IJ vitamina D, a ista je preporuka i hrvatskih stručnih društava Dokazano je da davanje ove količine vitamina D dojenčadi smanjuje stopu insuficijencije vitamina D (definirano kao 25-OH vitamina D < 50 nmol/L). Međutim, u najnovijem Cochraneovom pregledu nije bilo dovoljno dokaza da se utvrdi je li ova količina smanjila stope nedostatka vitamina D (definiranog kao 25-OH vitamina D < 30 nmol/L) ili rahitisa.
Djeca rođena u terminu obično ne trebaju nadomjestak željeza. Odgađanje stezanja pupkovine pri rođenju najmanje jednu minutu poboljšava status željeza dojenčadi tijekom prve godine. Kada se u prehranu djeteta uvede raznovrsna čvrsta hrana u dobi od 6 mjeseci, roditelji bi trebali paziti da biraju hranu bogatu željezom kako bi pomogli u održavanju zaliha željeza svoje djece.

### Bioaktivni sadržaj
Osim nutritivnih prednosti, majčino mlijeko također osigurava enzime, antitijela i druge tvari koje podržavaju rast i razvoj dojenčeta. Bioaktivni sastav majčinog mlijeka mijenja se ovisno o potrebama djeteta; na primjer, kada se dojenče oporavlja od infekcije gornjih dišnih puteva, lokalna signalizacija, slinom iz djetetovih usta preko bradavice majke, omogućuje povećan prolaz zaštitnih stanica i proteina kako bi se pomoglo djetetovu imunološkom sustavu.
Proizveden tijekom trudnoće i prvih dana nakon poroda, kolostrum je lako probavljiv i ima laksativna svojstva koja pomažu dojenčetu u izbacivanju mekonija i prvih stolica. Ovo pospješuje izlučivanje viška bilirubina, što pomaže u prevenciji žutice. Kolostrum također pomaže u zaštiti gastrointestinalnog trakta dojenčadi od stranih tvari i klica, kako bi se smanjila osjetljivost novorođenčeta na hranu koju je majka jela i smanjio rizik od proljeva. Iako je dijete primilo neka antitijela (IgG) kroz posteljicu, kolostrum sadrži tvar koja je nova za novorođenče, sekretorni imunoglobulin A (IgA). IgA napada klice u sluznici grla, pluća i crijeva, a upravo to su mjesta za koje postoji najveći rizik od napada klica. Dodatno, kolostrum i zrelo majčino mlijeko sadrže mnoge antioksidativne i protuupalne enzime i proteine koji smanjuju rizik od gastrointestinalnih alergija na hranu, respiratornih alergija na čestice zraka poput peludi i drugih atopijskih bolesti, poput astme i ekcema.

## Proces dojenja

### Početak
Preporuča se majkama da započnu dojenje unutar prvog sata nakon poroda. Neprekinuti kontakt koža na kožu i dojenje mogu započeti odmah nakon rođenja, a trebali bi se nastaviti najmanje jedan sat. Ovo razdoblje interakcije dojenčeta i majke, poznato i kao "Zlatni sat" neposredno tijekom postporođajnog razdoblja, pomaže u povezivanju majke i djeteta, a smatra se da potiče instinkt sisanja u dojenčeta. Novorođenčad koja se odmah stavi na majčinu kožu ima prirodni instinkt da sami dođu do dojke, stave je u usta i počnu dojiti, obično unutar jednog sata od rođenja. Uspjeh uspostavljanja dojenja u ovom "zlatnom satu" povećava vjerojatnost uspješnog dojenja pri otpustu iz rodilišta i zato je kontakt koža-na-kožu jedan od koraka uspješnog dojenja koje slijede u svojim praksama Rodilišta prijatelji djece.
Ako je dijete rođeno carskim rezom nema razloga da se ne uspostavi kontakt koža-na-kožu. Dijete se stavlja na prsa majke u operacijskoj sali ili kasnije, u sobi. Ako majka ne može odmah držati dijete, ono se može staviti na gola prsa ocu dok majka ne bude u mogućnosti primiti dijete u kontakt koža na kožu.

#### Puzanje do dojki
Prema studijama koje je citirao UNICEF, novorođenče prirodno slijedi proces koji vodi do prvog dojenja. Ubrzo nakon rođenja, dojenče se opušta i čini male pokrete rukama, ramenima i glavom. Ako se stavi na majčin trbuh, dojenče se postupno približava dojkama i počinje sisati. Nakon sisanja, normalno je da dijete ostane na dojci dok se odmara. To se ponekad pogrešno smatra nedostatkom apetita. Ako ih se u ovome ne prekida, sva zdrava novorođenčad slijedit će ovaj prirodni proces. Žurba, podizanje i namještanje dojenčeta na dojku ili prekidanje procesa zbog nekih rutinskih postupaka koji bi se mogli odgoditi, može zakomplicirati kasnije podoje. Preporuka je zato da se s aktivnostima poput vaganja i mjerenja novorođenčeta, kupanja, davanja injekcija i profilaksi, pričeka nakon nakon tzv. "zlatnog sata" i prvog hranjenja.

#### Nedonoščad ili dojenčad sa sniženim mišićnim tonusom
Djeca koja su prijevremeno rođena (prije 37 tjedana), djeca rođena u ranom terminu (37 tjedana-38 tjedana i 6 dana) i djeca rođena sa sniženim mišićnim tonusom, kao što su ona s kromosomskim anomalijama poput Downovog sindroma ili neurološkim stanjima poput cerebralne paralize, mogu imati poteškoća u započinjanju dojenja odmah nakon rođenja. Dok ne razviju zadovoljavajuću sposobnosti sisanja i gutanja, oni se mogu dohranjivati ili hraniti izdojenim majčinim mlijekom ili tvorničkim mliječnim pripravkom kroz cjevčicu, tzv. sustav za dojenje (SNS), na žlicu, šalicu ili bočicu. Bez obzira na odabranu metodu, hranjenje humanim mlijekom, bilo od majke ili od darivateljice iz banke humanog mlijeka, važno je za razvoj mozga nedonoščadi te zaštitu od opasnih gastrointestinalnih infekcija ( i smanjenje rizika za nekrotizirajući enterokolitis. Početak dojenja može biti izazovan za majke nedonoščadi, posebno za one koje su rodile prije 34 tjedna, jer se njihove grudi još uvijek mogu razvijati. Osim toga, odvajanje majke od djeteta i stresno okruženje NICU-a također su prepreke dojenju. Dostupnost savjetnica za dojenje u jedinicama intenzivne neonatalne skrbi može biti od pomoći majkama koje pokušavaju uspostaviti dojenje. Osim toga, pokazalo se da je kontakt koža na kožu siguran i koristan i za majku i za nedonošče. Tako se stabiliziraju vitalni znakovi u novorođenčadi, kao što je njihov broj otkucaja srca, pruža im se prirodno toplo okruženje koje im pomaže u regulaciji temperature. To je također korisno za majku, jer može pospiješiti količinu mlijeka i biti korisno za njezino mentalno zdravlje.

### Raspored dojenja
Novorođenčad bi trebala sisati najmanje 8-12 puta u 24 sata, obično izražavajući znakove gladi u razmacima ne duljim od jedan do tri sata tijekom prvih tjedana. Novorođenče ima vrlo mali kapacitet želuca. Prvoga dana života želudac je otprilike veličine borovnice, treći dan je veličine maline, a sedmi dan je veličine ping-pong loptice. Količina mlijeka koju majka proizvodi je tempirana da zadovolji potrebe novorođenčeta: kolostrum je koncentriran, ali se proizvodi u vrlo malim količinama, a volumen proizvedenog mlijeka se postupno povećava kako bi zadovoljio rastuću veličinu želučanog kapaciteta dojenčeta.
Mnoga novorođenčad obično sisa 10 do 15 minuta, no sisanje može trajati i 45 minuta ovisno o budnosti i učinkovitosti sisanja.

### Trajanje dojenja i isključivo dojenje
Brojne zdravstvene organizacije preporučuju isključivo dojenje šest mjeseci nakon rođenja, osim ako nije medicinski kontraindicirano. Isključivo dojenje je definirano kao "konzumacija humanog mlijeka bez ikakvih dodataka bilo kakvog tipa (bez vode, bez soka, bez neljudskog mlijeka i bez hrane) osim vitamina, minerala i lijekova". Dodavanje darovanog humanog mlijeka može biti indicirano u nekim specifičnim slučajevima, kao što je objašnjeno u nastavku. Nakon što se raznovrsna kruta hrana uvede u prehranu dojenčeta u dobi od navršenih šest mjeseci, preporučuje se nastavak dojenja. Hrvatsko pedijatrijsko društvo, UNICEF i smjernice Svjetske zdravstvene organizacije preporučuju "nastaviti dojenje na zahtjev do dvije godine djeteta ili dulje".
Produljeno dojenje ili održano dojenje je termin kojim se opisuje dojenje djeteta nakon navršenih 12 ili 24 mjeseca, ovisno o izvoru. Produljeno dojenje u zapadnim kulturama može izazvati kritike jer zajednica ne prepoznaje koristi dojenja za stariju djecu.
U Hrvatskoj se nacionalni podaci o stopama dojenja nakon navršenih 12 i 24 mjeseci ne prikupljaju, ali istraživanja npr. s područja Splitsko-dalmatinske županije pokazuju da 22% majki doji nakon 12 mjeseci, dok samo 4% doji nakon 24 mjeseca. U Indiji majke obično doje 2 do 3 godine.

### Dohrana
Dohrana je definirana kao medicinski indicirana upotreba dodatnog humanog mlijeka ili tvorničkog mliječnog pripravka za dojenčad, uz majčino mlijeko, tijekom prvih 6 mjeseci života. Malo je indikacija za potrebu dodavanja dohrane. Kao vrsta dohrane, uvijek je prvi izbor izdojeno majčino mlijeko, osim kad postoje medicinske kontraindikacije za njegovo korištenje. Druga najbolja opcija za dohranu je pasterizirano darovano mlijeko iz banke humanog mlijeka. Konačno, tvornički mliječni pripravci, tvornilki prerađena zamjenska mlijeka za prehranu dojenčadi. mogu se koristiti za dohranu ako majčino ili darovano humano mlijeko nije opcija. Jedna situacija u kojoj to može biti slučaj je u slučajevima metaboličkih bolesti dojenčadi, kao što je galaktozemija,metabolički poremećaj koji sprječava dojenče da razgradi galaktozu, koja je jedna od dvije komponente laktoze, vrste šećera koji se nalazi u mlijeku. Preporuka je da se dohrana uvodi samo kada je medicinski indicirana i pod nadzorom medicinskog stručnjaka, kao što je pedijatar ili obiteljski liječnik te nakon konzultacija sa savjetnicom za dojenje (laičke savjetnice ili IBCLC savjetnice za dojenje), kako bi se pokušalo održati isključivo dojenje.
Neke indikacije za uvođenje dohrane uključuju nisku razinu glukoze u krvi novorođenčeta, dehidraciju, slab prirast zbog stvarno male proizvodnje mlijeka u majke, kao i medicinske kontraindikacije za dojenje kod majke, kao što su medicinska stanja nespojiva s dojenjem, npr. aktivna tuberkuloza (tada majka može izdajati mlijeko za dijete, ali ne i dojiti ga); uzimanje lijekova koji su štetni za dijete, poput kemoterapeutika, određenih psihofarmaka i sl; korištenje uličnih droga. Ako se dohrana uzima privremeno, najbolje je davati putem dopunskog sustava za dojenje (SNS) kako bi se potaknula proizvodnja mlijeka u majke i očuvao odnos dojenja.
Indikacije za korištenje doniranog humanog mlijeka ovise o kriterijima koje uspostavlja svaka banka humanoga mlijeka, a u Banci humanog mlijeka pri KBC Zagreb, prednost za darivanje mlijeka ima nedonoščad ispod 1.5kg i dobi manje od 32 tjedna to pomaže u smanjenju stope teške crijevne infekcije, nekrotizirajućeg enterokolitisa, u ovoj populaciji.

### Položaji dojenja
Ispravan položaj i ispravna tehnika hvata dojke neophodni su kako bi se spriječila bol u bradavicama i omogućilo djetetu da sisanjem izvuče dovoljno mlijeka.
Dijete može ostvariti uspješan hvat dojke iz različitih položaja. Svako dijete i majka mogu preferirati određeni položaj. U tzv. položaju nogometne lopte djetetove noge su uz majčin bok, a dijete je tijelom okrenuto prema majci. Koristeći položaj kolijevke, majka podupire djetetovu glavu u pregibu ruke. Sličan mu je unakrsni hvat u položaju kolijevke, samo majka suprotnom rukom podupire glavu djeteta. Majka može odabrati ležeći položaj na leđima, s djetetom koje leži na njoj ili položaj na boku kad dijete leži pored nje.

Bez obzira na položaj koji dijada roditelj-dojenče smatra najudobnijim, postoji nekoliko komponenti svakog položaja koje će pomoći u uspješnom hvatu i, posljedično, dojenju. Jedna od ključnih komponenti je udobnost majke. Majci bi trebalo biti udobno dok doji, a leđa, stopala i ruke treba po potrebi poduprijeti jastucima. Osim toga, kada započinje proces sisanja, dojenče bi trebalo biti trbuhom okrenuto prema majci, što se može zapamtiti kao "tummy-to-mummy", te okrenuto majci bokovima, ramenima i glavom (linija: bok-rame-uho). Ovo poravnanje pomaže u olakšavanju pravilne, učinkovite mehanike gutanja.
- Majka koja doji dijete stojeći, Canjambari, Gvineja Bisau, 1973.
- Dojenje – položaj kolijevke.
- Dojenje – unakrsni hvat u položaju kolijevke
- Dojenje – položaj nogometne lopte.
- Dojenje – Poluležeći položaj.
- Dojenje – Ležeći položaj na boku.
- Dojenje – Ležeći položaj.
- Dojenje – Blizanci, položaj križne kolijevke I.
- Dojenje – Blizanci, paralelni položaj
- Dojenje – Blizanci, položaj nogometne lopte

### Hvat dojke
Žlijezde lojnice zvane Montgomeryjeve žlijezde koje se nalaze u areoli izlučuju masnu tekućinu koja podmazuje i štiti bradavicu tijekom sisanja. Vidljivi dijelovi žlijezda mogu se primijetiti na površini kože kao male okrugle izbočine. Refleks ukorjenjivanja je primitivni refleks novorođenčeta da se okrene prema dojci širom otvorenim ustima, a kako bi dijete koje poslije rođenja još ne vidi dobro, moglo ugledati dojku, ona je tijekom trudnoće promijenila boju u tamniju. Kada se pripremaju staviti dijete na dojku, majke bi trebale iskoristiti ovaj refleks tako da bradavicom nježno miluju djetetov filtrum, područje između gornje usne i nosa, kako bi potaknule dijete da širom otvori usta.

#### Postavljanje djeteta na dojku
Prilikom stavljanja dojenčeta na dojku, treba mu pomoći da prvo prinese bradu dojci. Tako će se pomoći da lakše ostvari duboki, asimetrični hvat dojke, a također pomaže dojenčetu da ispruži vrat i nagne čelo unatrag kako bi zadržao ovaj duboki hvat i olakšao proces gutanja.

#### Znakovi dobrog, dubokog hvata dojke
Kad je hvat dobar, velik dio areole, osim bradavice, nalazi se u djetetovim ustima. Površina areole koja je vidljiva s obje strane djetetovih usta trebala bi biti asimetrična, što znači da bi većina donjeg dijela areole trebala biti u ustima dojenčadi, a puno više gornjeg dijela areole bi trebalo biti vidljivo. Ovaj položaj je koristan u usmjeravanju bradavice prema svodu djetetovih usta, pomažući djetetu da isiše više mlijeka. Usne djeteta trebaju biti izvrnute prema van. Vrat bi trebao biti ispružen kako bi se olakšalo gutanje, brada će tada biti blizu dojke, a čelo treba biti daleko od dojke. Još jedan znak dobrog hvata je kontura djetetovih obraza; obrazi trebaju biti zaobljeni, a ne udubljeni, npr kao da dijete pije na slamku, ili naborani na rubu usana. Dodatno, kako bi se postigao dubok hvat, djetetova usta moraju biti širom otvorena, po mogućnosti šire od 140 stupnjeva.

#### Znakovi lošeg, plitkog hvata dojke
U lošem, plitkom hvatu, dojenče sisa bradavicu, uzrokujući majci intenzivnu bol tijekom sisanja koja se ublažava otpuštanjem dojenčeta s dojke. Dok je dojenče na dojci, prvi pokazatelji plitkog hvata su da je areola uglavnom vidljiva tj. izvan djetetovih usta te uski kut djetetovih usana. Dodatni znakovi proizlaze iz lošeg pozicioniranja kada se dojenče približi dojci kako bi se zahvatilo. Ako dojenče prema dojci ide čelom, vjerojatno će savijati vrat; a brada će biti daleko od dojke. Ova fleksija vrata također ometa normalan mehanizam gutanja, sprječavajući dojenče da učinkovito pije. Osim što ne može pravilno gutati, ovaj plitki hvat sprječava dojenče da adekvatno pritišče žljezdano tkivo iza bradavice i time stimulira protok mlijeka; pa zbog neučinkovitog dotoka mlijeka dojenče može početi više usisavati dojku, što se izvana primjećuje kao udubljenje na obrazima ili usisavanje obraza.

### Izdojeno mlijeko
Majka može sama izdojiti mlijeko iz dojki za pohranu i kasniju upotrebu. Izdajati se može ručno ili korištenjem izdajalice.
Žene izdajaju mlijeko iz više razloga. Izdajanjem se mogu održati zalihe mlijeka majke kada su ona i njezino dijete razdvojeni. Bolesno dijete koje ne može dojiti može uzeti izdojeno mlijeko kroz nazogastričnu sondu. Majčino majčino mlijeko je hrana izbora za prijevremeno rođenu djecu; ova se dojenčad može hraniti majčinim mlijekom kroz cjevčice, preko sustava za dojenje (SNS) preko žlice, šalice ili bočice s dudom dok ne razviju zadovoljavajuću sposobnost sisanja i gutanja majčinog mlijeka.  Neke žene doniraju svoje izdojeno mlijeko drugima, bilo izravno ili putem banke mlijeka. To omogućuje majkama koje ne mogu dojiti da svojem djetetu osiguraju prednosti humanog mlijeka. Iako neformalno dijeljeno majčino mlijeko nosi nutritivne prednosti humanog mlijeka, to mlijeko najčešće nije pasterizirano i nije prošlo tzv. screening, pa sa sobom nosi rizik od prenošenja bolesti ili lijekova koji nisu sigurni za dojenčad. Roditelji koji razmatraju neformalno dijeljenje mlijeka trebali bi razgovarati o ovoj mogućnosti s pedijatrom i trebali bi biti upoznati s medicinskom poviješću darivateljice mlijeka i praksama rukovanja mlijekom. Stručna društva i udruge savjetnica za dojenje obeshrabruju korištenje neformalno podijeljenog (bez screeninga, nepasteriziranog) mlijeka od anonimnih donatorica.
Djeca se drugačije hrane na umjetnim bradavicama (tzv. dudama za hranjenje koje su na bočicama) nego na dojkama. Kad sisa dojku, djetetov jezik masira mlijeko umjesto da ga sisa, a bradavica ne ide daleko u usta. Pijenje iz bočice zahtijeva manje truda i mlijeko može doći brže, što može uzrokovati da dijete izgubi želju za sisanjem na dojci. Ovo se često naziva konfuzija bradavica. 

#### Čuvanje izdojenog mlijeka
Majčino mlijeko može se čuvati različito vrijeme ovisno o temperaturi i uvjetima skladištenja. Sadržaj i kvaliteta izdojenog mlijeka mijenjaju se tijekom vremena, osobito kada je zamrznuto. Na primjer, kada se mlijeko čuva u hladnjaku dulje od 48 sati, dolazi do smanjenja sposobnosti majčinog mlijeka da ubije bakterije. Osim toga, količina masti, proteina i kalorija u majčinom mlijeku se smanjuje kada je mlijeko zamrznuto duže od 3 mjeseca. Dok se nekoliko komponenti majčinog mlijeka mijenja tijekom vremena, smatra se da su upalni čimbenici (citokini) i majčina antitijela i faktori rasta stabilni najmanje 6 mjeseci nakon zamrzavanja.

## Učinci dojenja na zdravlje
Podrška dojenju je univerzalna među vodećim zdravstvenim organizacijama. WHO navodi: "Majčino mlijeko je idealna hrana za zdrav rast i razvoj dojenčadi; dojenje je također sastavni dio reproduktivnog procesa s važnim implikacijama na zdravlje majki."
Dojenje smanjuje rizik od niza bolesti i kod majki i kod djece.

### Dijete
Rani kontakt koža na kožu između majke i djeteta poboljšava ishode dojenja i povećava kardio-respiratornu stabilnost djeteta. Dojenje pomaže općem zdravlju, rastu i razvoju dojenčeta. Dojenčad koja nije dojena ima blago povećan rizik od razvoja akutnih i kroničnih bolesti, uključujući infekcije donjeg dišnog sustava, infekcije uha, bakteriemiju, bakterijski meningitis, botulizam, infekciju mokraćnog sustava i nekrotizirajući enterokolitis. Dojenje može zaštititi od sindroma iznenadne smrti dojenčadi, dijabetes melitusa ovisnog o inzulinu, Crohnove bolesti, ulceroznog kolitisa, dječjeg limfoma, alergijskih bolesti, probavnih bolesti, pretilosti, razvoja dijabetesa ili dječje leukemije kasnije u životu i može poboljšati kognitivni razvoj. Međutim, teško je razlučiti važnost dojenja kao takvog i drugih povezanih socioekonomskih čimbenika (dojenje je češće u bogatijim obiteljima s visokim obrazovanjem). Usporedba dojene i nedojene braće i sestara u određenoj obitelji drastično smanjuje povezanost između dojenja i dugotrajne dobrobiti djeteta.

#### Rast
Dojeno dijete u prosjeku udvostruči svoju porođajnu težinu za 5-6 mjeseci. Do jedne godine, prosječno dojeno dijete teži oko 2.5 puta svoje porođajne težine. S godinu dana dojena djeca obično su mršavija od djece hranjene tvorničkim mliječnim pripravkom za dojenčad, što dugoročno poboljšava zdravlje.
Istraživanje Davis Area Research on Lactation, Infant Nutrition and Growth (DARLING) izvijestilo je da su promatrane skupine djece koje su dojile i bile hranjene tvorničkim mliječnim pripravkom za dojenčad imale sličan porast težine tijekom prva 3 mjeseca, ali su dojena djeca počela padati ispod medijana počevši od 6 do 8 mjeseci i bila su značajno manje težine od skupine hranjene mliječnim pripravkom između 6 i 18 mjeseci. Vrijednosti povećanja duljine i opsega glave bile su slične između skupina, što sugerira da su dojena djeca bila mršavija.

#### Infekcije
Majčino mlijeko sadrži nekoliko protuupalnih čimbenika kao što su lipaza stimulirana žučnom soli (BSSL) koja pruža zaštitu od infekcija uzrokovanih amebama i laktoferin koji se veže na željezo i inhibira rast crijevnih bakterija.
Isključivo dojenje do šest mjeseci starosti dojenčadi pomaže u zaštiti od gastrointestinalnih infekcija, a ovo se odnosi i na zemlje u razvoju i na industrijalizirane zemlje. Rizik od smrti zbog proljeva povećava se ako su djeca tek djelomično dojena ili uopće nisu dojena. Dojenčad koja je isključivo dojena prvih šest mjeseci ima manju vjerojatnost da će umrijeti od gastrointestinalnih infekcija od dojenčadi koja su prešla s isključivog na djelomično dojenje nakon tri do četiri mjeseca.
Tijekom dojenja, dnevno otprilike 0,25-0,5 grama sekretornih IgA antitijela do djeteta prelaze putem mlijeka. Ovo je jedna od važnih karakteristika kolostruma. Glavna meta ovih antitijela vjerojatno su mikroorganizmi u crijevima djeteta. Ostatak tijela pokazuje određeni unos IgA ali je ta količina relativno mala.
Cijepljenje majki tijekom dojenja je sigurno za gotovo sva cjepiva. Osim toga, imunitet majke dobiven cijepljenjem protiv tetanusa, difterije, hripavca i gripe može zaštititi dijete od ovih bolesti, a dojenje može smanjiti temperaturu nakon cijepljenja dojenčadi. Međutim, cjepiva protiv velikih boginja i žute groznice povećavaju rizik od razvoja vakcinije i encefalitisa dojenčadi.
Cijepljenje protiv COVID-19 i dojenje - Žene mogu normalno dojiti odmah nakon cijepljenja protiv bolesti COVID-19. Antitijela koje majka razvije zbog cijepljenja nalaze se i u majčinom mlijeku i time podižu djetetov imunitet protiv virusa.

#### Smrtnost
Djeca koja ne dobivaju majčino mlijeko imaju gotovo šest puta veću vjerojatnost da će umrijeti u dobi od jednog mjeseca od onih koja su djelomično ili isključivo dojena.

#### Pretilost u djetinjstvu
Zaštitni učinak dojenja protiv pretilosti je dosljedan, iako mali, u mnogim studijama. Longitudinalna studija iz 2013. izvijestila je o manjoj pretilosti u dobi od dvije i četiri godine među dojenčadi koja su dojena najmanje četiri mjeseca.

#### Alergijske bolesti
U djece koja su u riziku od razvoja alergijskih bolesti (a to znači da barem jedan roditelj ili brat/sestra imaju alergije), atopijski sindrom se može spriječiti ili odgoditi isključivim dojenjem u trajanju od najmanje 4 mjeseca, iako se ova zaštita možda neće kasnije zadržati.

#### Ostali učinci na zdravlje
Dojenje može smanjiti rizik od nekrotizirajućeg enterokolitisa (NEC).
Dojenje ili uvođenje glutena u prehranu djeteta koje doji ne štiti od celijakije kod djece za koju postoji rizik od razvoja ove bolesti. Mlijeko zdravih majki koje jedu hranu s glutenom sadrži visoke razine nerazgrađenog gliadina (glavnog proteina glutena). Rano uvođenje glutena u tragovima u prehranu dojenčadi kao poticanje tolerancije na gluten ne smanjuje rizik od razvoja celijakije. Odgađanje uvođenja glutena ne sprječava celijakiju, ali je povezano s odgođenim početkom bolesti.
Oko 14 do 19 % slučajeva leukemije može se spriječiti dojenjem tijekom šest mjeseci ili dulje.
Dojenje je povezano s manjom šansom za razvoj dijabetesa melitusa tipa 1 u potomstva. Čini se da dojena djeca također imaju manju vjerojatnost razvoja dijabetesa melitusa tipa 2 kasnije u životu.
Dojenje može smanjiti rizik od srčanih bolesti u kasnijoj životnoj dobi na što ukazuju niže razine kolesterola i C-reaktivnog proteina u žena koje doje. Djeca koja su dojenja kasnije u životu imaju nešto niži krvni tlak, ali nije jasno kpruža li im to praktičnu zdravstvenu korist.
Studija iz 1998. godine pokazala je da dojena djeca imaju veće šanse za dobro zdravlje zubi od dojenčadi hranjene zamjenskim mlijekom zbog razvojnih učinaka dojenja na usnu šupljinu i dišne putove. Smatra se da dojena djeca mogu imati smanjenu potrebu za ortodontskom intervencijom. Istraživanja sugeriraju da djeca s dobro zaobljenim zubnim lukom u obliku slova U, koji se češće nalazi u djece koja doje, mogu imati manje problema s hrkanjem i apnejom u snu u kasnijem životu. Pregledom iz 2016. utvrđeno je da dojenje štiti od malokluzija.

#### Inteligencija
Nejasno je poboljšava li dojenje inteligenciju kasnije u životu djeteta. Neke studije nisu pronašle nikakvu vezu nakon što su kontrolirali i druge čimbenike kao što je inteligencija majke (jer će inteligentnije majke u većem postotku dojiti). Međutim, druge studije su zaključile da je dojenje povezano s povećanim kognitivnim razvojem u djetinjstvu, iako uzrok tome može biti povećana interakcija majke i djeteta tijekom dojenja, a ne nužno prehrana majčinim mlijekom.

### Majka

#### Povezanost s djetetom
Oksitocin, hormon koji se oslobađa tijekom dojenja, može igrati pozitivnu ulogu u povećanju privrženosti i lakšem povezivanju majke i djeteta, potencijalno putem smanjenja tjeskobe i stresa u majke.

#### Plodnost
Isključivo dojenje obično odgađa povratak plodnosti u vidu laktacijske amenoreje, iako ne pruža pouzdanu kontrolu rađanja. Dojenje može odgoditi povratak plodnosti za neke žene suzbijanjem ovulacije. Žena koja doji možda neće ovulirati ili imati redovite menstruacije čak i tijekom cijelog razdoblja laktacije, međutim, na ovo se ne bi trebalo osloniti kao na metodu kontracepcije. 

#### Postpartalno krvarenje
Vjeruje se da uspostava dojenja ubrzo nakon porođaja povećava kontrakciju maternice i smanjuje krvarenje. Taj je učinak uzročno povezan s povećanjem razine oksitocina u krvotoku tijekom podoja. Pročišćeni oksitocin se obično primjenjuje u bolnicama za smanjenje postporođajnog krvarenja.

#### Zadržavanje težine
Nejasno je pospješuje li dojenje gubitak kilaže nakon poroda. Budući da se dojenjem gubi i do 500 cal dnevno, neki izvori navode da dojenje može pomoći kod mršavljenja, međutim, dojilja bi trebala paziti da mjesečni gubitak na kilaži ne bude drastičan (preporuka ne gubiti više od 2 kg mjesečno).

#### Kronična stanja
Dojenje je također povezano s manjim rizikom od dijabetesa tipa 2 kod majki koje doje. Dulje trajanje dojenja povezano je sa smanjenim rizikom od hipertenzije.
Dugoročne zdravstvene prednosti za žene koje doje uključuju smanjeni rizik od raka dojke, raka jajnika i raka endometrija.
Pregled iz 2011. nalazi nejasnim utječe li dojenje na rizik od postporođajne depresije. Kasniji pregledi pronašli su okvirne dokaze o nižem riziku među majkama koje uspješno doje.

## Vanjske poveznice
- Mrežne stranice Hrvatske udruge savjetnica za dojenje  Arhivirana inačica izvorne stranice od 18. prosinca 2021. (Wayback Machine), pristupljeno 4. siječnja 2022.
- Mrežne stranice Hrvatske udruge grupe za potporu dojenju, pristupljeno 4. siječnja 2022.